# Skigebiet Willingen

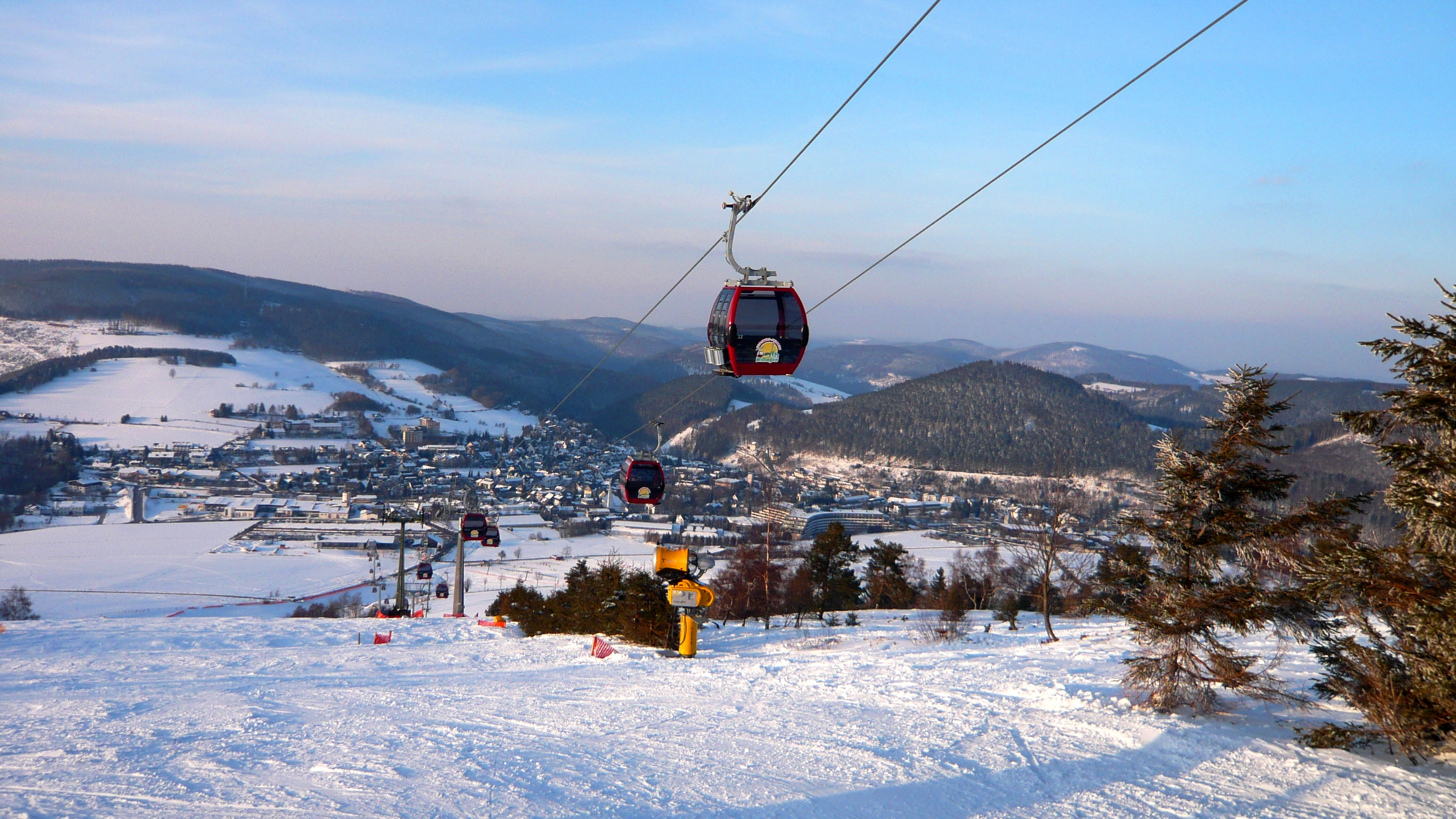
Ettelsberg-Seilbahn mit Willingen und einigen Uplandbergen im Hintergrund

Das Skigebiet Willingen im Upland, dem Nordostausläufer des Rothaargebirges, ist ein Wintersportgebiet bei Willingen im nordhessischen Landkreis Waldeck-Frankenberg. Mit 17 Pistenkilometern, 16 Aufstiegshilfen und einer Gesamtbeförderungskapazität von 14.500 Personen pro Stunde ist es das größte Skigebiet in Hessen. Es hat sich mit Skigebieten im benachbarten Nordrhein-Westfalen zum Ticketverbund Wintersport-Arena Sauerland zusammengeschlossen.

## Geographische Lage
Das Skigebiet Willingen liegt im Naturpark Diemelsee südlich und westlich des Ortskerns von Willingen auf einer Höhenlage zwischen 577 m (im Hoppecketal) und 840 m (an der Bergstation der Sesselbahn „K1“). Es gliedert sich in ein Pistenareal auf der Nordseite des Ettelsbergs und ein kleineres Pistenareal an den Osthängen von Hoppernkopf und Ritzhagen. Diese beiden Sektoren des Skigebiets sind durch das Tal der Hoppecke räumlich voneinander getrennt. Die 2018 erfolgte Verlängerung der Köhlerhagen-Abfahrt ermöglicht einen leichteren Übergang zwischen den Sektoren, wobei jedoch weiterhin zwei gering befahrene Nebenstraßen zu queren sind.
Das Skigebiet ist über innerörtliche Straßen an die Bundesstraße 251 (Brilon – Willingen – Korbach – Kassel) angebunden. Zugangspunkte sind die Talstation der Ettelsberg-Seilbahn (Straße „Zur Hoppecke“), der Köhlerhagen („Zur Ruthenaar“), der Sonnenhang („In der Bärmecke“) und der Ritzhagen („Zum Ritzhagen“). Eine Bahnanbindung existiert auf der Strecke Korbach – Brilon-Wald mit dem Bahnhof Willingen, der rund 800 m vom Skigebiet entfernt ist.

## Winterbetrieb
Das Skigebiet Willingen verfügt zur Saison 2018/19 über die folgenden Aufstiegshilfen:
- 8er-Kabinenbahn Ettelsberg (Baujahr 2007)
- 8er-Sesselbahn Köhlerhagen „K1“ (Baujahr 2018)
- 6er-Sesselbahn Ritzhagen (Baujahr 2013)
- 6 Schlepplifte („Sonnenhang“, 4 × „Wilddieb“, 1 × Zipfellift) (Verbindung K1 und Sonnenhang)
- sowie 7 Förderbänder.

Alle Sesselbahnen und die Kabinenbahn sind kuppelbare Anlagen. Die zur Saison 2018/19 neu errichtete Sesselbahn Köhlerhagen „K1“ ist die erste Anlage im Sauerland mit Sitzheizung und Wetterschutzhauben. Sie erschließt auf einer Länge von 1.442 m den größten Höhenunterschied aller Lifte im Rothaargebirge (263 m).
Von den nach Betreiberangaben insgesamt 16 km Pisten werden rund 9 km mit über 100 fest installierten Schneeerzeugern künstlich beschneit. Der Schwierigkeitsgrad der Abfahrten wird als leicht bis mittel eingestuft, die längste Abfahrt ist rund 2000 m lang. Im Skigebiet wird abhängig von Schneelage und Nachfrage zwei Mal wöchentlich Flutlicht-Skifahren angeboten, dann sind 8 Anlagen bis in die Nacht geöffnet.
In Willingen und den Ortsteilen Usseln, Rattlar, Eimelrod und Schwalefeld werden über ein Dutzend Loipen gespurt, die teilweise untereinander verbunden sind. Sie weisen eine Gesamtlänge von 99,6 km auf. Der längste Rundkurs ist die Loipe „Upland“ mit 17,7 km.

## Sommerbetrieb
Die Ettelsberg-Seilbahn befördert ganzjährig Fußgänger und im Sommer auch Mountainbiker. Auf dem Ettelsberg befinden sich der Hochheideturm mit Kletterwand, Gastronomie, Wanderwege (u. a. der Europäische Fernwanderweg E1) sowie die Startpunkte diverser Mountainbike-Strecken („Bikepark Willingen“). Zur Beförderung von Mountainbikern steht ab Sommer 2019 zusätzlich die neue 8er-Sesselbahn Köhlerhagen zur Verfügung. Diese verfügt über getrennte Sesselgarnituren für Sommer- und Winterbetrieb. Am Ritzhagen befindet sich eine 700 m lange Sommerrodelbahn.